# Северный альянс

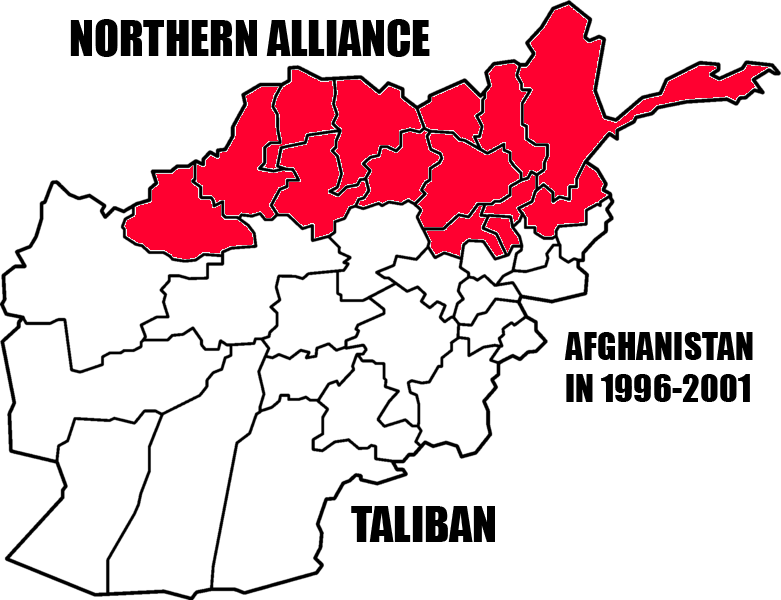
Территории под контролем Северного альянса (красным) и Талибана (белым) в 1996 году

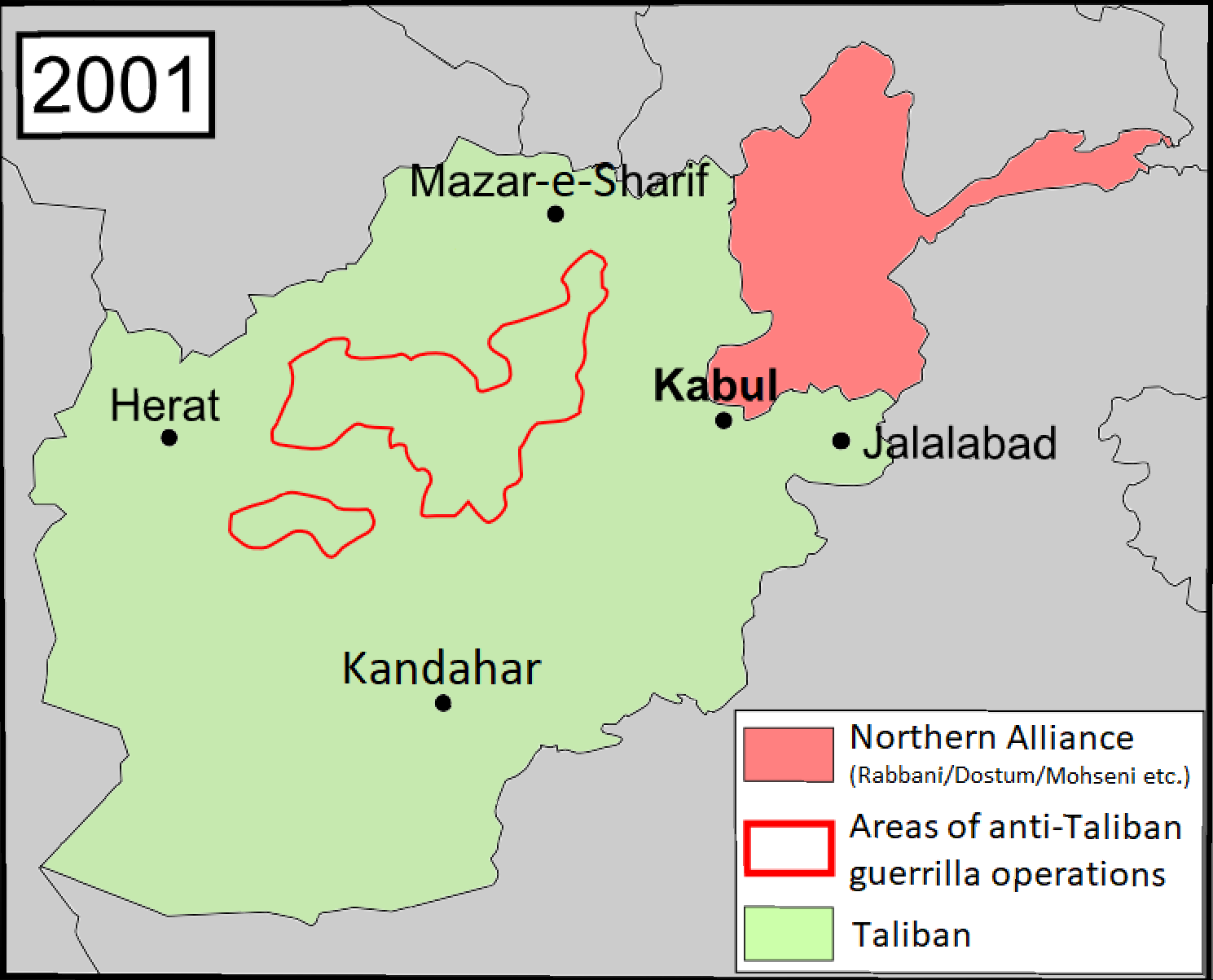
Территории под контролем Северного альянса (розовым) к 2001 году. Контуром выделена территория партизанской борьбы против талибов других вооружённых групп

Объединённый исла́мский фронт спасе́ния Афганиста́на (дари جبهه متحد اسلامی ملی برای نجات افغانستان,  тадж. Фронти ягонаи исломии наҷоти Афғонистон), также известный как Се́верный алья́нс — объединение ряда полевых командиров северного Афганистана, сформировавшееся в 1996 году.

## История создания
Движение «Талибан» после захвата Кабула в 1996 году создало новое правительство в Афганистане. При этом один из лидеров воюющих афганцев, полевой командир Ахмад Шах Масуд после поражения от талибов в 1996 году возглавил фактически независимый 5,5-миллионный центрально-северный регион Афганистана (провинции Панджшер, Парван, Каписа, Баглан, Бадахшан, Тахар, Балх, Джаузджан, Фарьяб, Кундуз) со столицей в г. Базарак, прозванный «Масудистаном», который имел собственное правительство, деньги и хорошо вооружённую армию (в том числе танки и самолёты советского производства) численностью до 60 тысяч человек[2].
Северный альянс был реанимирован Ахмад Шах Масудом[когда?] после того, как мировое сообщество стало опасаться талибов.
Ахмад Шах Масуд сумел заручиться поддержкой России, а также многих западных стран и региональных держав, после чего, получив относительно новые вооружения, сумел взять под свой контроль около 25 % территории страны на севере Афганистана, в основном это были территории, населённые этническими таджиками.
Однако в дальнейшем талибы, поддерживаемые Пакистаном, провели ряд успешных операций, и территория под контролем Северного альянса сокращалась. В 1998 году талибы взяли Мазари-Шариф, поставив Альянс в сложное положение.
По меньшей мере с 1999 года Северный альянс установил тесные связи с ЦРУ, о чём писал в своей книге «В центре шторма» директор ЦРУ Джордж Теннет: «В течение двух лет, предшествовавших 11 сентября, группы ЦРУ, развёрнутые в Панджшерском ущелье на севере Афганистана, пять раз встречались с разными полевыми командирами, прежде всего с Ахмад-Шахом Масудом, главой Северного Альянса».

## Северный Альянс после гибели Ахмад Шах Масуда
9 сентября 2001 года два террориста-смертника под обличьем тележурналистов, бравших интервью у лидера Северного альянса, привели в действие взрывное устройство, вмонтированное в телекамеру. В течение недели положение вещей тщательно скрывалось от общественности, даже близкие родственники Масуда, люди из его окружения, высокопоставленные дипломаты в один голос уверяли, что афганский военачальник ранен, но его жизнь вне опасности. Эти сведения не подтвердились: Масуд скончался от полученных ранений. 16 сентября 2001 года он был похоронен в Панджшерском ущелье.
Преемником Масуда стал 44-летний генерал Мухаммад Фахимхан. 13 сентября генерал был официально представлен в Душанбе официальным лицам Ирана, России, Индии, Таджикистана, Узбекистана, срочно собравшимся на совещание по поводу обстановки в Афганистане. Мухаммад Фахимхан хорошо известен. Он окончил теологический факультет Кабульского университета, воевал ещё против Советской армии, в 1992 году назначен министром безопасности, в последнее время был советником Ахмад Шаха Масуда.
Вскоре в результате наступления Северного альянса и контртеррористической операции США и союзников власть талибов в Афганистане окончилась, а «Масудистан» прекратил существование.